# Desmodium macrocarpum
Desmodium macrocarpum är en ärtväxtart som beskrevs av Karel Domin. Desmodium macrocarpum ingår i släktet Desmodium och familjen ärtväxter. Inga underarter finns listade i Catalogue of Life.